# The Artful Lovers
The Artful Lovers è un cortometraggio muto del 1907 diretto da Lewin Fitzhamon.

## Trama
Gli spasimanti di due ragazze salvano il loro padre che sta andando alla deriva sul mare.

## Produzione
Il film fu prodotto dalla Hepworth.

## Distribuzione
Distribuito dalla Hepworth, il film - un cortometraggio di 91,4 metri - uscì nelle sale cinematografiche britanniche nell'ottobre 1907.
Si conoscono pochi dati del film che, prodotto dalla Hepworth, fu distrutto nel 1924 dallo stesso produttore, Cecil M. Hepworth. Fallito, in gravissime difficoltà finanziarie, il produttore pensò in questo modo di poter almeno recuperare il nitrato d'argento della pellicola.